# William Cronon

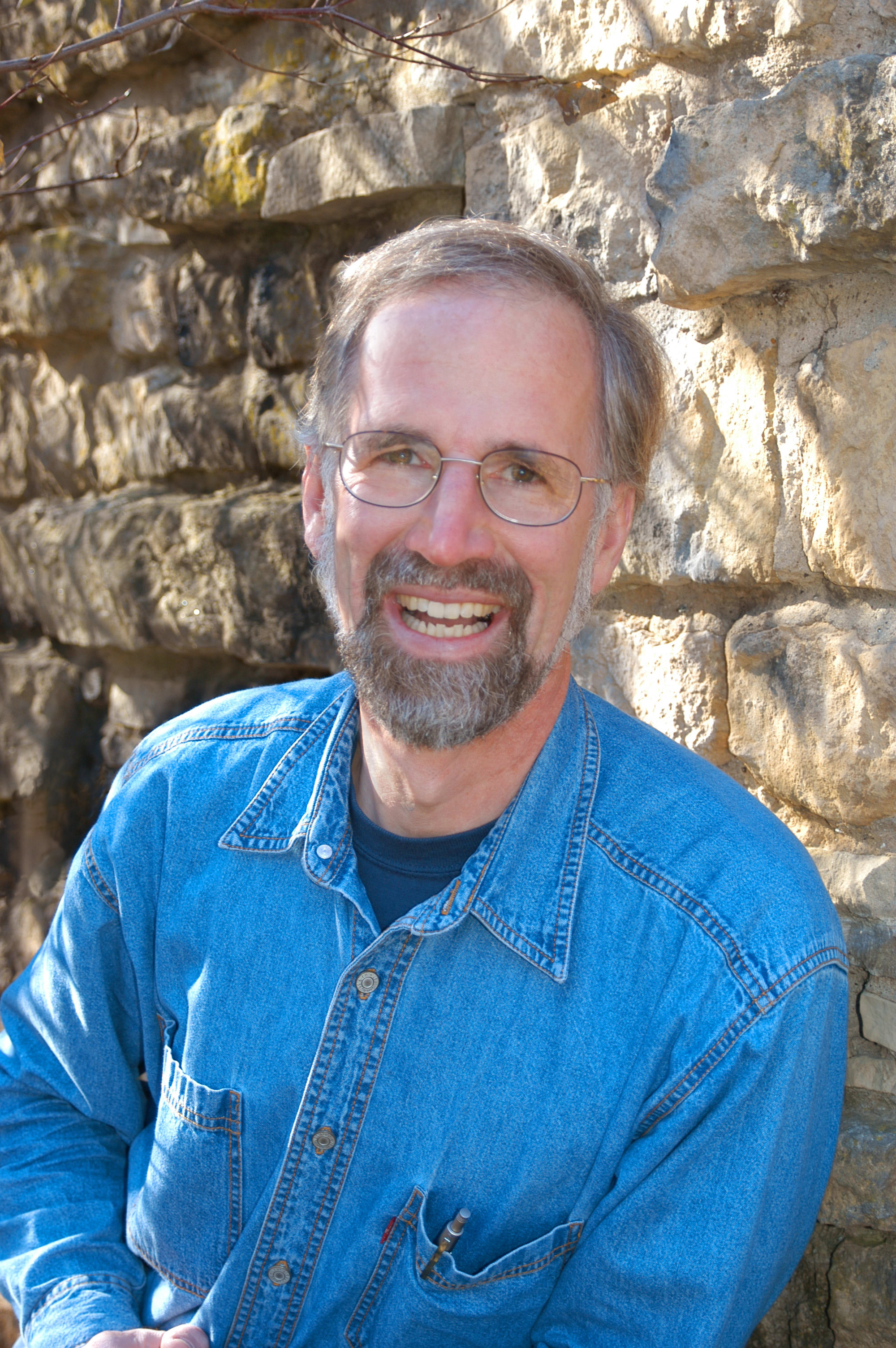
William Cronon (2007)

William ‚Bill‘ J. Cronon (* 11. September 1954 in New Haven, Connecticut) ist ein US-amerikanischer Umwelthistoriker.
Er ist seit 1992 Lehrstuhlinhaber einer nach Frederick-Jackson-Turner benannten Stiftungsprofessur für Geschichte, Geographie und Umweltwissenschaften und seit 2003 der Vilas-Forschungsprofessur an der University of Wisconsin–Madison. 2012 war er Präsident der American Historical Association und ist 2013 als Past President in deren Führungskreis.

## Ausbildung
Er promovierte am Jesus College der Universität Oxford als Rhodes Scholar. Cronon hatte einen BA (1976) an der University of Wisconsin–Madison und seinen MA (1979), M.Phil. (1980) und PhD (1990) an der Yale University erworben.
Im Juli 1985 erhielt er ein MacArthur- und 1994 ein Guggenheim-Stipendium. Cronon war in den 1980er Jahren Berater von Wayne Pacelles an der Yale University. Er ist im Board of Directors des Public Land Trust und berät die The Wilderness Society. 1999 wurde Cronon zum Mitglied der American Philosophical Society gewählt, 2006 folgte die Aufnahme in die American Academy of Arts and Sciences. Für 2017 wurde ihm der Arthur M. Schlesinger Jr. Award zugesprochen, und er wurde als korrespondierendes Mitglied in die British Academy aufgenommen.

## Forschungen
Cronon ist vor allem als Autor von Changes in the Land: Indians, Colonists, and the Ecology of New England bekannt. Das Buch basiert auf einer Seminararbeit für Edmund S. Morgan in Yale. Cronon sieht dabei den Eigentumsbegriff als zentralen Faktor für Wirtschafts- und Ökosysteme und weist den Indianern eine aktive Rolle bei der Gestaltung ihrer Umwelt zu.
Sein Essay The Trouble with Wilderness, in der New York Times verfolgt die Idee der Wildnis in der gesamten amerikanischen Geschichte. Cronon zufolge ist sie ein Ideal, eine Sehnsucht von Menschen, die nie ihren Lebensunterhalt direkt aus der Natur erwirtschaften mussten. Er wies darauf hin, dass nahezu alle sogenannten Wildnisse zu allen Zeiten von Menschen genutzt und mehr oder weniger stark beeinflusst wurden. Insofern ist nach seiner Ansicht eine kategorische Trennung von Mensch und Natur eine gefährliche Ideologie für die Zukunft des Naturschutzes. Eine Politik der Totalreservate würde den Menschen noch mehr von der Natur entfremden und verhindern, eine ethisch und ökologisch korrekte, nachhaltige Nutzung der Wildnis zu entwickeln.
Mit dem Buch Nature’s Metropolis: Chicago and the Great West (1991) gewann er 1992 den Bancroft Prize. Es gilt als bahnbrechendes Werk der amerikanischen Umweltgeschichte. Er weitete die Perspektive des Fachs von Betrachtungen von Feldern und Wäldern hin zum intensiven Zusammenhang Stadt und Land. Cronon zufolge hat der Chicagoer Kapitalismus den gesamten agrarischen Mittleren Westen umgeformt. Er beschreibt unter anderem wie Weizen zunächst als Stückgut in handgemachten Säcken von Farmerfamilien angeboten wurde und schließlich als gesichtete Siloware ein standardisiertes Wirtschaftsgut wurde. Die damit verbundenen Umstellungen hatten tiefgreifende Veränderungen in Stadt wie Landschaft zur Folge.

## Kontroverse um Blog zu Sparmaßnahmen
2011 war es zu erheblichen Protesten um Haushaltseinsparungen im Bundesstaat Wisconsin gekommen. Cronon begann einen Blog namens Scholar as Citizen (Der Gelehrte als Bürger). Er kritisierte unter anderem den American Legislative Exchange Council (ALEC), der dem Gouverneur als Lobbyorganisation gegen die Gewerkschaften des öffentlichen Dienstes gedient hatte.
Die Wisconsin Republican Party beantragte über eine FOIA-Anfrage E-Mails von Cronons Universitätsaccount zu erhalten.
Ein Teil der nach Suchworten gefilterten Mails wurden von der Universität übergeben.
Cronon beschwerte sich unter anderem in einem Kommentar für die The New York Times über das Vorgehen von Gouverneur Scott Walker und forderte einen besseren Schutz der Akademischen Freiheit. Das Internet-Nachrichten- und Unterhaltungsmagazin Salon bezeichnete ihn ironisch als gefährlichsten Professor Wisconsins.

## Veröffentlichungen (Auszug)
- Changes in the Land: Indians, Colonists, and the Ecology of New England, 1983; 20th anniversary edition, Hill & Wang, 2003.
- Nature’s Metropolis: Chicago and the Great West, W. W. Norton, 1991. ISBN 978-0-393-30873-0
- Telling Tales on Canvas: Landscapes of Frontier Change. In: Discovered Lands, Invented Pasts: Transforming Visions of the American West (New Haven: Yale University Press, 1992).
- A Place for Stories: Nature, History, and Narrative. Journal of American History 78:4 (March, 1992), S. 1347–1376.
- The Uses of Environmental History. (Presidential Address, American Society for Environmental History), Environmental History Review, 17:3 (Fall 1993), S. 1–22.
- Uncommon Ground: Rethinking the Human Place in Nature. W. W. Norton, 1995, ISBN 978-0-393-31511-0 (Google Books).
- The Trouble with Wilderness: Or, Getting Back to the Wrong Nature. Environmental History, 1(1) (Jan. 1996), S. 7–28.
- Only Connect…: The Goals of a Liberal Education. The American Scholar, (Autumn, 1998), S. 73–80.
- Why the Past Matters. Wisconsin Magazine of History, 84:1 (Autumn 2000), S. 2–13. Ausgezeichnet mit dem William Best Hesseltine 2000–2001.
- The Riddle of the Apostle Islands: How Do You Manage a Wilderness Full of Human Stories?. Orion (May–June 2003), 36–42.
- The Densest, Richest, Most Suggestive 19 Pages I Know. Environmental History, 10 (4) (Oct., 2005), S. 679–681.
- Storytelling. (AHA Presidential Address), The American Historical Review (2013) 118 (1): 1–19.